# Oktober 1918
Portal Geschichte | Portal Biografien | Aktuelle Ereignisse | Jahreskalender | Tagesartikel

◄ |
19. Jahrhundert |
20. Jahrhundert
| 21. Jahrhundert

◄ |
1880er |
1890er |
1900er |
1910er
| 1920er | 1930er | 1940er | ►

◄ |
1914 |
1915 |
1916 |
1917 |
1918
| 1919 | 1920 | 1921 | 1922 | ►

◄ |
Juli 1918 |
August 1918 |
September 1918 |
Oktober 1918 |
November 1918 |
Dezember 1918 |
Januar 1919 |
►
Dieser Artikel behandelt tagesbezogene Nachrichten und Ereignisse im Oktober 1918.
Im Monat fortlaufend: der Erste Weltkrieg; auch im Oktober 1918 setzt sich die Wirtschaftskrise der letzten Kriegsmonate fort.

## Tagesgeschehen

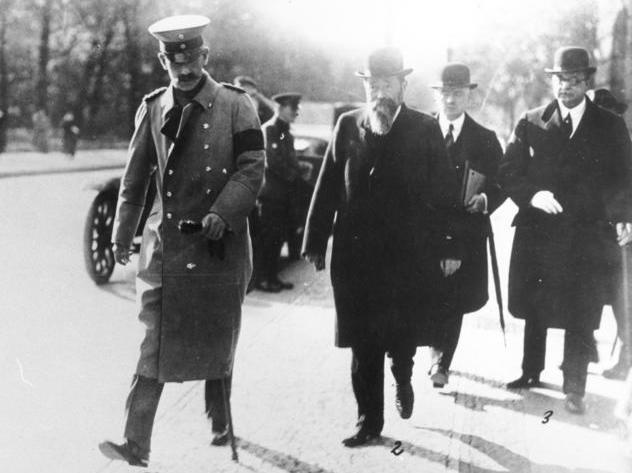
Der neu ernannte Reichskanzler v. Baden, Vizekanzler v. Payer beim Verlassen des Reichstagsgebäudes

### Donnerstag, 3. Oktober 1918
- Bukarest: Nach dem Rücktritt seines Vaters Ferdinand I. wegen der militärischen Niederlage im Ersten Weltkrieg wird Boris III. neuer Zar in Bulgarien.
- Berlin: Prinz Max von Baden wird deutscher Reichskanzler. In seiner Regierung sind erstmals Mitglieder der Mehrheitsparteien des Reichstags vertreten.

### Freitag, 4. Oktober 1918
- Washington, D.C.: Noten der deutschen und österreich-ungarischen Regierung an US-Präsident W. Wilson, mit denen die Bedingungen eines Waffenstillstands erkundet werden sollen

### Samstag, 5. Oktober 1918
- Zagreb: Beschluss zur Bildung eines Nationalrats der jugoslawischen Völker

### Dienstag, 8. Oktober 1918
- Istanbul: Die osmanische Regierung des Großwesirs Talât Pascha tritt zurück, ihr folgt die unter Ahmed İzzet Pascha.

### Donnerstag, 10. Oktober 1918
- London: Versenkung der Leinster („Royal Mail Steamer“) vor der irischen Küste durch des U-Boot UB 123, 501 Tote.

### Samstag, 12. Oktober 1918
- Antwort der Reichsleitung, der bürgerlichen Reichsregierung, auf die erste Wilson-Note, Bedingungen werden akzeptiert.
- Serbische Truppen befreien Niš.

Gestorben:
Pierre Gailhard, französischer Opernsänger (Bass)
Émile Guimet, französischer Industrieller und Forschungsreisender
Hermann Henschel, deutscher Erfinder
Bernhard Adalbert Emil Koehne, deutscher Botaniker und Lehrer

### Montag, 14. Oktober 1918
- Washington: Die zweite Wilson-Note präzisiert die Bedingungen eines Waffenstillstands, u. a. werden demokratische Reformen und ein Ende des U-Boot-Krieges gefordert.
- Paris: Unter Tomáš Garrigue Masaryk wird eine erste Tschechoslowakische Regierung gebildet. (bis  14. November im Amt)

Gestorben:

### Mittwoch, 16. Oktober 1918
- Wien: Völkermanifest Karls I., in dem er eine Umorganisation der österreich-ungarischen Doppelmonarchie in einen föderativen Staat ankündigt.

Gestorben:

### Donnerstag, 24. Oktober 1918
- Wilhelmshaven: Mit einem Befehl an die gesamte Marine (der so genannte Flottenbefehl) kündigt die deutsche Admiralität eine Entscheidungsschlacht an

Gestorben:

### Montag, 28. Oktober 1918
- Berlin: Der deutsche Reichstag beschließt die Oktoberverfassung.
- Budapest: Asternrevolution in Ungarn. Bei der Lánchíd csata (Schlacht um die Kettenbrücke) wurden drei Menschen getötet und etwa 50 bis 60 verletzt.

### Dienstag, 29. Oktober 1918
- Wilhelmshaven: Einheiten der dt. Hochseeflotte weigern sich auszulaufen.
- Zagreb: Das kroatische Parlament beschließt die Aufhebung sämtlicher staatsrechtlicher Beziehungen zwischen Kroatien und der österreichisch-ungarischen Monarchie.
- Dort wird der „Staat der Slowenen, Kroaten und Serben“ durch den Nationalrat ausgerufen (dieser Staat existierte so nur bis zum 1. Dezember 1918).

### Mittwoch, 30. Oktober 1918

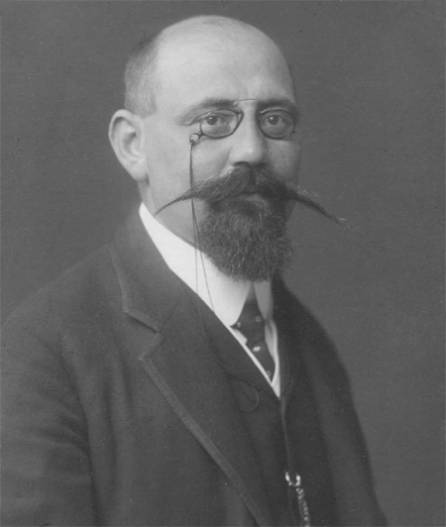
Der Sozialdemokrat Karl Renner

- Wien: Bestellung der ersten Regierung (Renner) von „Deutschösterreich“ durch die Provis. Nationalversammlung
- Limnos/Istanbul: Der Waffenstillstand von Moudros, der die Feindseligkeiten zwischen dem Osmanischen Reich und der Entente im Nahen Osten beendete, wurde vom türkischen Marineminister Rauf Orbay und vom brit. Admiral Somerset Gough-Calthorpe an Bord der britischen Agamemnon unterzeichnet. Die Osmanen mussten auf fast ihr gesamtes Reich mit Ausnahme Anatoliens verzichten (Hedschas, Jemen, Syrien, Mesopotamien, Tripolitanien und Cyrene). Zusätzlich kam es zur alliierten Besetzung von Schlüsselpositionen rund um das Marmarameer und der Kontrolle über den Bosporus. Er wird wirksam ab 31. Oktober mittags.
- Der Slowakische Nationalrat stimmt dem gemeinsamen Staat von Tschechen und Slowaken zu.

### Donnerstag, 31. Oktober 1918
- München: Die seuchenartige Grippe erreichte in Bayern ihren Höhepunkt in den letzten Oktobertagen 1918. Für ganz 1918 vermerkt das "Statistische Jahrbuch für den Freistaat Bayern" 20.321 bayerische Zivilisten unter der Todesursache "Grippe", weitere 4.424 im folgenden Jahr, außerdem noch viele Soldaten. Auch sehr viele, als deren Todesursache "Pneumonie" genannt wird, sind zu den Opfern dieser Grippe-Pandemie zu zählen: An Lungenentzündung starben in Bayern in den Jahren 1914 bis 1917 meist 8.000 bis 8.500 Personen pro Jahr. 1918 waren es jedoch 13.711, also über 5.000 mehr als in den Jahren davor.[1] Die Influenzapandemie von 1918/19 tötete allein in Bayern damit wahrscheinlich mehr als 30.000 Menschen. Auffallend ist der relativ hohe Anteil jüngerer Frauen an den Todeszahlen.
- Albanien: Alliierte Truppen nehmen die Hauptstadt Shkodra ein. Vorübergehende österreichische Besatzung Albaniens.
- Wien: Die österreichisch-ungarische Monarchie endet durch den einseitigen Austritt Ungarns.